# Лаботишкяй
Лаботишкяй (лит. Labotiškiai) — село в восточной части Литвы, входит в состав Дубингяйского староства Молетского района. По данным переписи 2011 года, население Лаботишкяя составляло 11 человек.

## География
Село расположено в южной части района, между озерами Асвяя и Висбарас. Расстояние до города Молетай составляет 23 км, до местечка Дубингяй — 4,5 км. Рядом находится село Межоняй.

## История
Известно с 1686 года. По состоянию на 1686 год в селе было 4 дома.

## Население
| 1905                           | 1923 | 1959 | 1970 | 1979 | 1989 | 2001 | 2011 |
| ------------------------------ | ---- | ---- | ---- | ---- | ---- | ---- | ---- |
| 110                            | 99   | 74   | 60   | 19   | 16   | 12   | 11   |
| Гистограмма динамики населения |      |      |      |      |      |      |      |